# Flitshandel
Flitshandel (ook bekend als high-frequency trading) is een methode om te speculeren op valuta- en aandelenkoersen waarbij in zeer korte tijd (minder dan een seconde) zowel gekocht als verkocht wordt. Hierbij wordt gespeculeerd op kleine koerswijzigingen die zich in korte tijd voordoen of op kleine verschillen in de waarde van hetzelfde aandeel op verschillende beurzen (arbitrage). Door binnen een fractie van een seconde te kopen, te verkopen en meteen weer te kopen, kunnen met kleine koersverschillen grote winsten gemaakt worden.
Flitshandel gebeurt volledig geautomatiseerd. Concurrentie hangt niet zozeer af van inzicht maar juist van de snelheid waarmee de hardware en de software reageert in combinatie met een snelle dataverbinding.
Flitshandel wordt sinds eind jaren negentig toegepast en is sindsdien aan een opmars bezig.

## Enkele strategieën
- Arbitrage: Aandelen van grote multinationals worden vaak op meerdere beurzen tegelijk verhandeld. Deze koersen zijn niet altijd gelijk, zeker niet als het aandeel in beweging is. Door op de ene beurs te kopen en op de andere tegelijkertijd te verkopen, kan per aandeel een kleine winst gemaakt worden.
- Koersfluctuaties: Koersen hebben de neiging doorlopend te bewegen. De software moet deze schommelingen analyseren en zo vroeg mogelijk ontdekken of er een stijging of daling aan zit te komen. Ook moet deze het door hebben wanneer de stijging of daling weer voorbij is. Dit wordt weleens vergeleken met een surfer die wacht totdat de juiste golf aan komt rollen om daar vervolgens op mee te liften. Wanneer de koers stijgt, dient men het aandeel te kopen en even later tegen het einde van de koersstijging te verkopen. Wanneer de koers daalt, dient men short te gaan.
- Bied en laatprijzen: Wanneer de waarde van een aandeel in beweging is, verschijnen er orders in de markt tegen verschillende koersen. Door handig tegelijkertijd koop- en verkooporders in te leggen kan een flitshandelaar op hetzelfde moment kopen en verkopen en toch winst maken.
- Voorspelbare grote orders: indexfondsen en pensioenfondsen doen op vaste tijden grote aan- en verkopen. Deze transacties zorgen voor kleine koersschommelingen die makkelijk te herkennen zijn. Het is dan belangrijk om deze te zien aankomen en vervolgens snel te herkennen of deze tot een stijging of juist een daling leiden.
- Analyseren van concurrenten: Een tactiek voor gevorderden is om de reacties van concurrerende flitshandelaren te analyseren. Wanneer men eenmaal inzicht heeft in hoe de computers van een concurrent reageren dan kan men met gerichte orders een reactie van deze concurrent uitlokken en hiervan profiteren. De betreffende concurrent kan daar op dat moment niks tegen doen aangezien het de computer is die in een split-second reageert.
- Handel met voorkennis: een hardnekkig gerucht is dat een aantal beurzen aan flitshandelaren de mogelijkheid tot voorkennis bieden. In het geval van flitshandel betekent dit dat de beurs trendinformatie een fractie van een seconde eerder aanbiedt aan een flitshandelaar waardoor deze net iets eerder kan anticiperen. In 2014 startte de Amerikaanse FBI een onderzoek naar deze beschuldigingen bij meerdere beurzen.[1]

## Kritiek
Flitshandel zorgt ook voor maatschappelijke risico's. In de Verenigde Staten is ongeveer 75 procent van de beurshandel flitshandel en dit zal mogelijk steeds meer worden. Flitshandel zorgt ervoor dat beurskoersen makkelijker in beweging kunnen komen en heeft al een aantal keren tot een zogenaamde flashcrash geleid. Dit is een dip in de beursindex die van korte duur is. Op 6 mei 2010 daalde de Dow Jones negen procent om zich na een paar minuten weer te herstellen. Hier staat tegenover dat flitshandel de koersen en koersverschillen ook juist kan stabiliseren en dat het mogelijk tot kleinere verschillen tussen de bied- en laatprijzen heeft gezorgd.
Om het de flitshandelaren moeilijker te maken, wordt mogelijk een transactiebelasting ingevoerd zoals Italië als eerste (en enige) land deed in 2013.